# Petrof

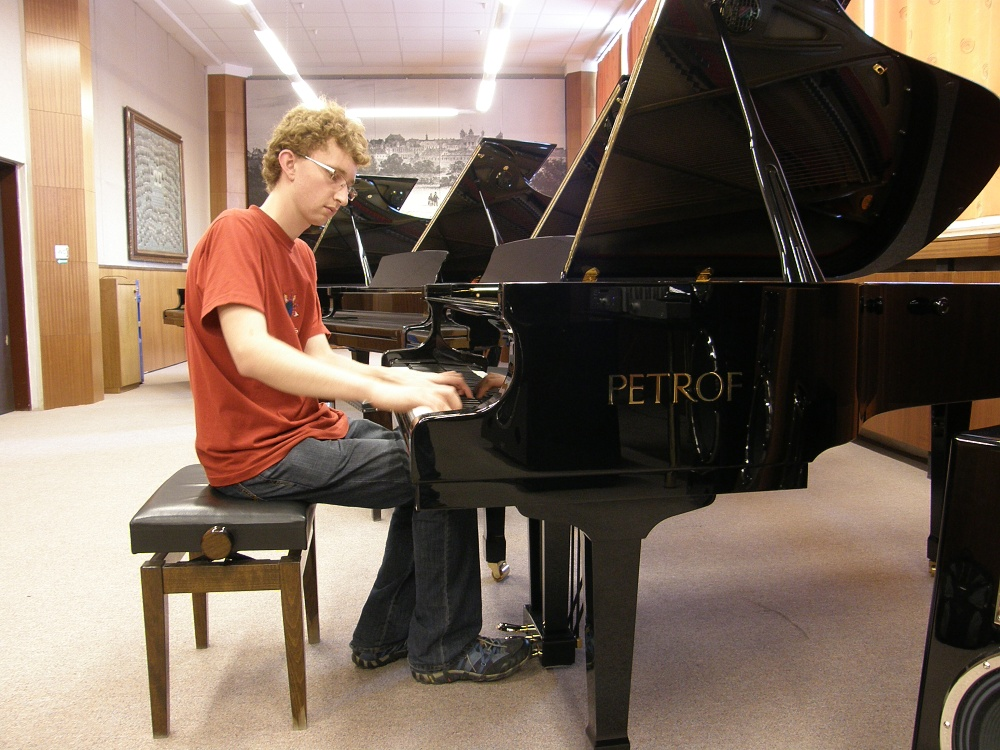
Un piano Petrof

Petrof est la plus grande manufacture européenne de pianos (en nombre d'instruments fabriqués) actuelle (2019). L'entreprise, familiale, a été fondée en 1864 par Anthony Petrof, facteur (constructeur) tchèque de pianos.
Elle est aujourd'hui une des rares marques indépendantes (pas de capitaux étrangers au capital social de l'entreprise).

## Histoire
Le premier piano de l'entreprise Petrof a été construit en 1864 à Hradec Králové, en République tchèque. C'est en 1894 que l'entreprise, d'abord orientée sur le marché local, s'ouvre à l'exportation. Une filiale est du reste ouverte l'année suivante à Temesvar, en Hongrie. En 1928, une filiale est ouverte à Londres, en collaboration avec le prestigieux facteur Steinway & sons.
En 1948, l'entreprise est nationalisée. Un département de recherches sur les pianos droits et à queue s'ouvre en 1954.
La famille Petrof revient aux commandes en 1991. Jack Petrof prend la tête de l'entreprise; il s'agit de la quatrième génération. En 1994, un nouveau centre de recherches s'ouvre, moderne et doté de la chambre insonorisée la plus grande du moment en République tchèque. En 2004, enfin, l'entreprise passe aux mains de la cinquième génération de Petrof ; elle est dirigée par Zuzana Ceralová Petrofová. Petrof est à présent représenté partout dans le monde, excepté en Afrique.
Les manufactures Petrof fabriquent également des instruments d'autres marques. Dans la filiale de Jiříkov, des pianos préfabriqués en Chine de la marque Weinbach sont assemblés, où existait jusqu'à la Seconde Guerre mondiale une usine de la société August Förster, dont l'usine principale se trouve à Löbau en Saxe.

## Produits
L'entreprise décline sa production en trois gammes :
- ANT PETROF: fabrication haut-de-gamme avec l'ambition de rivaliser avec les plus grandes marques (STEINWAY & SONS, C. BECHSTEIN, FAZIOLI...). 3 modèles disponibles. Pianos 100 % européens.
- PETROF: le cœur de gamme, avec une grande variété de pianos droits (P118, P122, P125, P131 et P135) et pianos à queue (P159, P173, P194...). Pianos 100 % européens.
- Plusieurs sous-marques (WEINBACH, RÖSLER...), appartenant à la "Petrof Family" de fabrication asiatique.

Actuellement, Petrof fabrique environ 1000 pianos par an, dont 50 % de pianos droits et 50 % de pianos à queue.
Forte de 700 employés, l'entreprise est la plus grande d'Europe en matière de production de pianos.[réf. souhaitée]